# BAFTA (премия, 1966)
19-я церемония вручения наград премии BAFTA

Лондон, Англия
Лучший фильм: 

Моя прекрасная леди 

My Fair Lady
Лучший британский фильм: 

Досье «Ипкресс» 

The Ipcress File
< 18-я Церемонии вручения 20-я >
19-я церемония вручения наград премии BAFTA за заслуги в области кинематографа за 1965 год состоялась в Лондоне в 1966 году.
На звание «Лучший фильм» претендовали две картины из Великобритании («Сноровка... и как её приобрести», «Холм»), по одной из США («Моя прекрасная леди»), СССР («Гамлет») и совместного греко-американского производства («Грек Зорба»). В этом году, как и в следующем, не вручалась награда за лучший дизайн костюмов в чёрно-белом фильме.
Ниже приведён полный список победителей и номинантов премии с указанием имён режиссёров, актёров, сценаристов, кинооператоров, художников по костюмам и декораторов, а также оригинальных и русскоязычных названий фильмов. Названия фильмов и имена кинодеятелей, победивших в соответствующей категории, выделены жирным шрифтом и отдельным цветом.
| Фильмы                                                                                         |                                      |                                      |                                         |
| Категория                                                                                      | Фильм — русскоязычное название       | Фильм — оригинальное название        | Режиссёр                                |
| Лучший фильм                                                                                   | • «Моя прекрасная леди»              | My Fair Lady                         | Джордж Кьюкор                           |
| Лучший фильм                                                                                   | • «Гамлет»                           |                                      | Григорий Козинцев                       |
| Лучший фильм                                                                                   | • «Грек Зорба»                       | Zorba the Greek                      | Михалис Какояннис                       |
| Лучший фильм                                                                                   | • «Сноровка... и как её приобрести»  | The Knack …and How to Get It         | Ричард Лестер                           |
| Лучший фильм                                                                                   | • «Холм»                             | The Hill                             | Сидни Люмет                             |
| Лучший британский фильм                                                                        | • «Досье „Ипкресс“»                  | The Ipcress File                     | Сидни Фьюри                             |
| Лучший британский фильм                                                                        | • «Дорогая»                          | Darling                              | Джон Шлезингер                          |
| Лучший британский фильм                                                                        | • «Сноровка... и как её приобрести»  | The Knack …and How to Get It         | Ричард Лестер                           |
| Лучший британский фильм                                                                        | • «Холм»                             | The Hill                             | Сидни Люмет                             |
| Лучший анимационный фильм                                                                      | • «Ребята, будьте осторожнее»        | Do Be Careful Boys                   | Вера Линнкар, Нэнси Ханна, Кит Лернер   |
| Лучший анимационный фильм                                                                      | • «Выгодная покупка»                 | The Bargain                          | Берил Стивенс                           |
| Лучший анимационный фильм                                                                      | • «Птицы, пчелы и аисты»             | Birds, Bees and Storks               | Джон Халас                              |
| Лучший анимационный фильм                                                                      | • «Симфонический оркестр»            | Hoffnung Symphony Orchestra          | Гарольд Уитакер                         |
| Лучший короткометражный фильм                                                                  | • «Движение буровой установки»       | Rig Move                             | Дон Хиггинс                             |
| Лучший короткометражный фильм                                                                  | • «60 велосипедов»                   | 60 Cycles                            | Жан-Клод Лабрек                         |
| Лучший короткометражный фильм                                                                  | • «Один из них Бретт»                | One of them is Brett                 | Роджер Греф                             |
| Лучший специализированный фильм                                                                | • «Я делаю — я понимаю»              | I Do — And I Understand              | Дерек Уильямс                           |
| Лучший специализированный фильм                                                                | • «Городская няня, деревенская няня» | Town Nurse, Country Nurse            | Дон Хиггинс                             |
| Награда объединённых наций United Nations Award                                                | • «Олимпиада в Токио»                | Tokyo Olympiad                       | Кон Итикава                             |
| Награда объединённых наций United Nations Award                                                | • «Грек Зорба»                       | Zorba the Greek                      | Михалис Какояннис                       |
| Награда объединённых наций United Nations Award                                                | • «Король Крыса»                     | King Rat                             | Брайан Форбс                            |
| Награда объединённых наций United Nations Award                                                | • «Система безопасности»             | Fail-Safe                            | Сидни Люмет                             |
| Награда имени Роберта Флаэрти за лучший документальный фильм Robert Flaherty Documentary Award | • «Олимпиада в Токио»                | Tokyo Olympiad                       | Кон Итикава                             |
| Награда имени Роберта Флаэрти за лучший документальный фильм Robert Flaherty Documentary Award | • «Стравинский»                      | Stravinsky                           | Роман Кройтор, Вольф Кёниг              |
| Награда имени Роберта Флаэрти за лучший документальный фильм Robert Flaherty Documentary Award | • —                                  | Brute Force and Finesse              | Макс Морган Уиттс                       |
| Награда имени Роберта Флаэрти за лучший документальный фильм Robert Flaherty Documentary Award | • —                                  | Deckie Learner                       | Майкл Григсби                           |
| Актёрские работы                                                                               |                                      |                                      |                                         |
| Категория                                                                                      | Имя                                  | Фильм — русскоязычное название       | Фильм — оригинальное название           |
| Лучший британский актёр                                                                        | • Дирк Богард                        | «Дорогая»                            | Darling                                 |
| Лучший британский актёр                                                                        | • Майкл Кейн                         | «Досье „Ипкресс“»                    | The Ipcress File                        |
| Лучший британский актёр                                                                        | • Рекс Харрисон                      | «Моя прекрасная леди»                | My Fair Lady                            |
| Лучший британский актёр                                                                        | • Гарри Эндрюс                       | «Холм»                               | The Hill                                |
| Лучший иностранный актёр                                                                       | • Ли Марвин                          | «Кэт Баллу»                          | Cat Ballou                              |
| Лучший иностранный актёр                                                                       | • Ли Марвин                          | «Убийцы»                             | The Killers                             |
| Лучший иностранный актёр                                                                       | • Оскар Вернер                       | «Корабль дураков»                    | Ship of Fools                           |
| Лучший иностранный актёр                                                                       | • Энтони Куинн                       | «Грек Зорба»                         | Zorba the Greek                         |
| Лучший иностранный актёр                                                                       | • Джек Леммон                        | «Как пришить свою жёнушку»           | How to Murder Your Wife                 |
| Лучший иностранный актёр                                                                       | • Джек Леммон                        | «Хороший сосед Сэм»                  | Good Neighbor Sam                       |
| Лучший иностранный актёр                                                                       | • Иннокентий Смоктуновский           | «Гамлет»                             |                                         |
| Лучшая британская актриса                                                                      | • Джули Кристи                       | «Дорогая»                            | Darling                                 |
| Лучшая британская актриса                                                                      | • Мэгги Смит                         | «Юный Кэссиди»                       | Young Cassidy                           |
| Лучшая британская актриса                                                                      | • Рита Ташингем                      | «Сноровка... и как её приобрести»    | The Knack …and How to Get It            |
| Лучшая британская актриса                                                                      | • Джули Эндрюс                       | «Звуки музыки»                       | The Sound of Music                      |
| Лучшая британская актриса                                                                      | • Джули Эндрюс                       | «Американизация Эмили»               | The Americanization of Emily            |
| Лучшая иностранная актриса                                                                     | • Патриция Нил                       | «По методу Харма»                    | In Harm’s Way                           |
| Лучшая иностранная актриса                                                                     | • Лиля Кедрова                       | «Грек Зорба»                         | Zorba the Greek                         |
| Лучшая иностранная актриса                                                                     | • Симона Синьоре                     | «Корабль дураков»                    | Ship of Fools                           |
| Самый многообещающий новичок                                                                   | • Джуди Денч                         | «Утром вчетвером»                    | Four in the Morning                     |
| Самый многообещающий новичок                                                                   | • Майкл Кроуфорд                     | «Сноровка... и как её приобрести»    | The Knack …and How to Get It            |
| Самый многообещающий новичок                                                                   | • Том Нардини                        | «Кэт Баллу»                          | Cat Ballou                              |
| Самый многообещающий новичок                                                                   | • Барбара Феррис                     | «Поймайте нас, если сможете»         | Catch Us If You Can                     |
| Другие категории                                                                               |                                      |                                      |                                         |
| Категория                                                                                      | Имя                                  | Фильм — русскоязычное название       | Фильм — оригинальное название           |
| Лучший сценарий для британского фильма                                                         | • Фредерик Рафаэль                   | «Дорогая»                            | Darling                                 |
| Лучший сценарий для британского фильма                                                         | • Рэй Ригби                          | «Холм»                               | The Hill                                |
| Лучший сценарий для британского фильма                                                         | • Чарльз Вуд                         | «Сноровка... и как её приобрести»    | The Knack …and How to Get It            |
| Лучший сценарий для британского фильма                                                         | • Билл Кэнэуэй, Джеймс Доран         | «Досье „Ипкресс“»                    | The Ipcress File                        |
| Лучшая работа кинооператора для британского фильма (Чёрно-белый фильм)                         | • Освальд Моррис                     | «Холм»                               | The Hill                                |
| Лучшая работа кинооператора для британского фильма (Чёрно-белый фильм)                         | • Кеннет Хиггинс                     | «Дорогая»                            | Darling                                 |
| Лучшая работа кинооператора для британского фильма (Чёрно-белый фильм)                         | • Гилберт Тейлор                     | «Отвращение»                         | Repulsion                               |
| Лучшая работа кинооператора для британского фильма (Чёрно-белый фильм)                         | • Дэвид Уоткин                       | «Сноровка... и как её приобрести»    | The Knack …and How to Get It            |
| Лучшая работа кинооператора для британского фильма (Цветной фильм)                             | • Отто Хеллер                        | «Досье „Ипкресс“»                    | The Irpcress File                       |
| Лучшая работа кинооператора для британского фильма (Цветной фильм)                             | • Дэвид Уоткин                       | «На помощь!»                         | Help!                                   |
| Лучшая работа кинооператора для британского фильма (Цветной фильм)                             | • Фредди Янг                         | «Лорд Джим»                          | Lord Jim                                |
| Лучшая работа кинооператора для британского фильма (Цветной фильм)                             | • Кристофер Чаллис                   | «Воздушные приключения»              | Those Magnificent Men…                  |
| Лучший дизайн костюмов для британского фильма (Цветной фильм)                                  | • Осберт Ланкастер, Дина Грит        | «Воздушные приключения»              | Those Magnificent Men…                  |
| Лучший дизайн костюмов для британского фильма (Цветной фильм)                                  | • Джули Харрис                       | «На помощь!»                         | Help!                                   |
| Лучший дизайн костюмов для британского фильма (Цветной фильм)                                  | • Маргарет Фёрс                      | «Юный Кэссиди»                       | Young Cassidy                           |
| Лучший дизайн костюмов для британского фильма (Цветной фильм)                                  | • Маргарет Фёрс                      | «Выстрел в темноте»                  | A Shot in the Dark                      |
| Лучший дизайн костюмов для британского фильма (Цветной фильм)                                  | • Элизабет Хаффенден, Джоан Бридж    | «Любовные приключения Молл Флэндерс» | The Amorous Adventures of Moll Flanders |
| Лучшая работа художника-постановщика для британского фильма (Чёрно-белый фильм)                | • Рэй Симм                           | «Дорогая»                            | Darling                                 |
| Лучшая работа художника-постановщика для британского фильма (Чёрно-белый фильм)                | • Алекс Ветчински                    | «Сгнивший насквозь»                  | Rotten to the Core                      |
| Лучшая работа художника-постановщика для британского фильма (Чёрно-белый фильм)                | • Артур Лосон                        | «Случай с Бедфордом»                 | The Bedford Incident                    |
| Лучшая работа художника-постановщика для британского фильма (Чёрно-белый фильм)                | • Герберт Смит                       | «Холм»                               | The Hill                                |
| Лучшая работа художника-постановщика для британского фильма (Цветной фильм)                    | • Кен Адам                           | «Досье „Ипкресс“»                    | The Irpcress File                       |
| Лучшая работа художника-постановщика для британского фильма (Цветной фильм)                    | • Томас Моран                        | «Воздушные приключения»              | Those Magnificent Men…                  |
| Лучшая работа художника-постановщика для британского фильма (Цветной фильм)                    | • Джеффри Дрейк                      | «Лорд Джим»                          | Lord Jim                                |
| Лучшая работа художника-постановщика для британского фильма (Цветной фильм)                    | • Кен Адам                           | «Шаровая молния»                     | Thunderball                             |